# Lac Diamond
Le lac Diamond, Diamond Lake en anglais, est un lac de l'Oregon, aux États-Unis situé à 1 580 mètres d'altitude entre le mont Bailey à l'ouest et le mont Thielsen à l'est. Il fait partie de la forêt nationale d'Umpqua. Il est nommé d'après John Diamond, un colon de Coburg, qui l'a découvert en 1852.